# Watkins-tanulmány
A Watkins-tanulmány egy, a hála és a lekötelezettség kapcsolatát vizsgáló pszichológiai kutatás. Az Eastern Washington University kutatója, Philip Watkins publikálta 2006-ban, The debt of gratitude:Dissociating gratitude and indebtedness címen.

## A Watkins-tanulmány
A hálát és a lekötelezettséget sokáig ekvivalens fogalmakként használták a pszichológiában. Watkins Heider nyomán abból a hipotézisből indul ki, hogy a hála és a lekötelezettség két különböző érzelmi szinten helyezkedik el, és mértékük a jótevőnek a jótett viszonzására vonatkozó elvárásaitól függ: minél magasabbak ezek az elvárások, annál erősebb a lekötelezettség érzése, és annál kevesebb a hála. Azt is feltételezték, hogy e két érzelem különböző viselkedési tendenciákkal jár együtt. Elméletét két vignette-módszerü vizsgálattal támasztotta alá, azaz a lehetséges szituációkat "cédulákon" vázolta fel a kísérleti személyeknek.

### A kutatás lefolyása

#### Első vizsgálat
Az első kísérletet 107 egyetemi hallgatóval végezték. Mind kézhez kaptak egy történetet, melyben egy váratlan, értékes szívességet tettek nekik. Az alapszituáció (egy egyetemi barátjuk, akivel három hónapja ismerik egymást, váratlanul felbukkan segíteni a költözésben) mindegyiküknél megegyezett, de a történet folytatása három kísérleti feltételt alakított ki. Az elsőben a jótevő nem várt viszonzást a szívességért, a másodikban volt egy mérsékelt elvárás, a harmadik esetben pedig az elvárt viszonzás a szívességgel egyenértékű volt. Megkérték őket, hogy képzeljék bele magukat a helyzetbe, majd kitöltettek velük egy ötfokozatú Likert-skálát az érzelmi állapotukról. A vizsgált érzelmek a következők voltak: hála, lekötelezettség, öröm, neheztelés, bűntudat, bosszúság, büszkeség.
Az érzelmi reakciók felmérése után a gondolati/cselekvési tendenciákat vizsgálták. Ezúttal bizonyos késztetéseik erősségét kellett megbecsülniük (pl. Kerülni szeretném a barátomat, Bókolni szeretnék a barátomnak, Szeretnék rosszakat mondani a barátomról másoknak). Ezt követően felmérték a vizsgálati személyek hajlandóságát, hogy segítsenek a jótevőn, ha látják, hogy rászorul. Végül meg kellett tippelniük a jótevő nemét is.
Feltételezve, hogy a kísérletben való részvétel befolyásolja a hangulatot, az alanyokkal a kísérlet előtt és után is kitöltették a PANAS-t (pozitív és negatív érzelmi állapotokat felmérő kérdőív). A szituációkra adott érzelmi válaszok és a hála vonásszintű jelenléte közti kapcsolat megállapításához felvették GQ-6 és a GRAT tesztet is.

##### Eredmények és a levont következtetések
Az eredmények igazolták a hipotézist, miszerint az elvárás növekedésével a lekötelezettség mértéke nő, míg a háláé csökken, ugyanakkor nem az elvárás mértéke bizonyult főhatásnak, hanem az érzelem típusa, azaz az elvárás mértékétől függetlenül erősebb volt a hála érzése, mint a lekötelezettségé. A hála érzése az örömmel és a büszkeséggel pozitívan, a bosszúsággal és a nehezteléssel negatívan korrelált, a lekötelezettség érzésével csak a bűntudat járt szignifikánsan együtt, nem volt kimutatható kapcsolata a hála erősségével.
A gondolati/cselekvési tendenciák 6 faktora közül a rajongás, a közeledés és a rugalmasság pozitívan, a passzív ellenségesség, az aktív ellenségesség és a passzív negatív hozzáállás negatívan korreláltak a hála érzésével, a lekötelezettség semelyik faktorral nem mutatott korrelációt.
A GRAT és a GQ-6 teszt eredményeivel összevetve a vizsgálat eredményeit a kutatók kimutatták, hogy a hálás természetű egyének hajlamosabbak pozitívan fogadni a szívességeket. A vizsgálat előtti és utáni PANAS pontszámok összehasonlításából kiderült, hogy pusztán az elképzelés, hogy hálásan reagálunk valamire, képes javítani a hangulaton. A jótevő által elvárt viszonzás szignifikánsan befolyásolta a megsegítésére való hajlandóságot.

#### Második vizsgálat
A második vizsgálat az elsőnek egy tökéletesített variációja. A kutatók megállapították, hogy az előzőleg használt hipotetikus szívesség túl értékes volt a kísérleti személyek szemében, ezért kialakult a plafonhatás. Ezt kiküszöbölendő ezúttal egy olyan szívességet vázoltak fel, ami kisebb áldozattal jár a jótevőnek, és valamivel kevésbé értékes a kísérleti személynek (a jótevő kérés nélkül lefénymásolja a jegyzeteit). A kísérlet szerkezetét is módosították: bevezettek még egy független változót (az esetek felében a történetben szereplő jótevő egy korábban nem kedvelt személy volt), bővítették az itemek számát az érzelmeket és a cselekvési tendenciákat mérő kérdőívekben is, valamint 5-ről 7-re módosították a Likert-skála fokozatait.

##### Eredmények és következtetések
A vizsgálat jórészt megismételte az első kísérlet eredményeit, itt se a viszonzásra vonatkozó elvárás, hanem az érzelem bizonyult főhatásnak. A rokonszenv megléte/hiánya is erős főhatás volt. Ha a kísérleti személyek úgy képzelték, kedvelik a jótevőt, hálásabbnak is érezték magukat, és jobban le is voltak kötelezve, függetlenül az elvárt viszonzástól.

## Az eredmények jelentősége
A vizsgálat során bizonyítást nyert a hála és a lekötelezettség közti különbség, valamint hogy a hála egyértelműen pozitív hatású, míg a lekötelezettség kevert érzelmekkel jár. A hálásan reagálók nagyobb valószínűséggel fognak altruista viselkedést produkálni a jövőben. McCullogh megközelítésében a hálának három funkciója van: morális barométer, morális motivátor és morális megerősítés. Watkins tanulmánya közvetlen, kísérleti bizonyítékot nyújt a hála motiváló hatására, azaz arra, hogy a hála proszociális viselkedést eredményez.
Az eredmények érdekes adalékot szolgáltatnak Gouldner kölcsönösségi norma teóriájához is. Rámutatnak, hogy bár a hálaérzet éppúgy gyakran motivál bizonyos kölcsönösséget, mint a lekötelezettség, ez a hála esetében nem abból fakad, hogy a kedvezményezett egyfajta cserefolyamatként tekint az aktusra.